# 必殺仕事人2010
『必殺仕事人2010』（ひっさつしごとにん にせんじゅう）は、2010年7月10日21:00 - 23:06にテレビ朝日系列で放送された、朝日放送・テレビ朝日・松竹共同製作のテレビ時代劇。主演は東山紀之。
必殺シリーズのスペシャルドラマである。
視聴率は関東地区で14.4%、関西地区で19.9%を記録した。

## 概要
本作は、2007年の単発スペシャル『必殺仕事人2007』、2009年の単発スペシャル・連続ドラマの『必殺仕事人2009』に続くものである。
上述の2作品にも出演し、長年必殺シリーズで中村主水を演じた藤田まことも出演が予定されていたが、2010年2月17日午前7時25分に死去。これに伴い、藤田の追悼特番の意味合いも込めて制作された本作には、番組宣伝や公式サイトで「追悼・藤田まことさん」や「“中村主水”に捧ぐ-」というキャッチフレーズが使用されている。また、回想シーンでは早坂暁による『必殺仕事人』のOPナレーションを引用し、哀悼の意を表した。
本作では藤田に代わり、内藤剛志が「流し」の仕事人役で出演した。脚本については派遣切り、公共事業削減・事業仕分けといった、放映当時の世相を反映した要素が盛り込まれている。また、放送形態については、シリーズ初の解説放送が行われた。

## あらすじ
ある夜のこと、晴らせぬ恨みを晴らすべく、小五郎は悪党どもを地獄へ送るのだが、匳が通りすがりの武士に仕事を目撃されてしまう。匳はすぐさま武士の口を塞ごうとするのだが、既に武士は何者かの手によって殺された後だった。近頃、武士だけを狙った辻斬りが横行しており、辻斬りに面を見られた匳は身動きが取れなくなってしまう。
それから間もなく、中村主水が突然の人事異動で西方に赴任することになり、主水が住んでいた屋敷に同心の結城新之助とその家族が越してくる。無人となっていた主水の屋敷に潜んでいた匳から、仕事でドジを踏んだことを知った小五郎はその不手際を責める。
同じ頃、幕府では若き勘定吟味役の風間右京乃助が筆頭老中の沢木丹波守輔忠を後ろ盾に次々と事業仕分けを行い、幕府の財政を立て直そうとしていた。しかし右京乃助によって御狩り場の普請を中止させられた普請奉行の酒巻勘解由は激しく反発し、大奥御年寄の霧島は贅沢な暮らしを続けようとして、右京乃助の言葉に耳を傾けようともしない。
更に右京乃助の事業仕分けによって江戸の町は仕事を失った人足たちであぶれ、人々は不況の原因を作り出した右京乃助を「天下の敵役」として憎んでいた。
一方、とある村に潜伏していた涼次は、事業仕分けによって仕事を失い、首を括った家族の死体を目撃するとともに、唯一生き残った少女から右京乃助殺しを依頼される。そして遂にふくが懐妊し、こうはようやく渡辺家の跡継ぎが出来たことを喜ぶのだが　小五郎は人殺しの自分が父親になることに苦悶するようになる。
その後、坂本は辻斬りの現場に残された梵字から、下手人は不動明王に関わりがある者と考え、小五郎を始め同心たちに寺への探索を命じる。結城とともに廃寺を訪れた小五郎は貧しい人々へ炊き出しを行っている旗本の三男坊、柿本平三郎と、飾り職人の陣吉やその妹のお咲と知り合いになる。
平三郎の正体は風間右京乃助その人であり、その周りには右京乃助を狙う涼次や炊き出しの手伝いをしている如月、そして謎の坊主、童山といった面々がいた。
事なかれ主義に徹する沢木や、勝手気ままに振る舞う霧島に辟易していた右京乃助は身分の差関係無しに働ける社会を目指しており、その理想を陣吉たちに物語っていた。ところがある日のこと、お咲が右京乃助の子を身籠もっていることを告げられ、武家殺しが自らが語っていた理想を曲解した陣吉たちの仕業だと知り、突然窮地に立たされてしまう。
更に右京乃助は酒巻と手を組んだ霧島から、炊き出しのための資金を得るために、右京乃助の父親が先代の将軍から譲り受けた茶碗を骨董屋に質入れしたことを突き止められてしまうのだった。
事が露見すれば御家断絶、自身は切腹という危機を前に、遂に霧島に屈した右京乃助は巨悪へと変貌を遂げ、事態は思わぬ結末を迎えることになる。

## キャスト
『仕事人2009』のレギュラーのほかに、新キャストが加わる。

### 仕事人
渡辺小五郎（わたなべ しょうごろう）
演 - 東山紀之（少年隊）
南町奉行所の定町廻り同心。『仕事人2009』後も仕事を続けてきたが、妻のふくの懐妊の知らせと涼次の仕事の標的である右京乃助の善行と人柄を見て、仕事人としての己の在り方に苦悩する。
ふくの懐妊に対して、かつて主水が妻のりつが懐妊した時と同じく複雑な思いを抱いている。その悩みから、衆目の前で豹変した右京乃助と斬り合う寸前にまで激昂するが、土壇場で匳に救われる。
経師屋の涼次（きょうじやのりょうじ）
演 - 松岡昌宏（TOKIO）
『仕事人2009』の最終話で如月と共に江戸から旅立ち、地方で盗みをしつつ生活していたが、右京乃助の事業仕分けのために職を失い自殺した両親を持つ少女からの仕事の依頼を受け、江戸へ舞い戻り右京乃助の身辺を探り始める。悪人を臭いで察知する能力を身につけている。
仕立て屋の匳（したてやのれん）
演 - 田中聖（当時KAT-TUN）
『仕事人2009』では坊主頭だったが、本作では髪を伸ばして束ねている。
冒頭で何者かに仕事を見られたため窮地に立たされ、主水に相談しようとする。お菊の提案でお伊勢参りに便乗して一旦江戸を離れるが、物語終盤に江戸へ舞い戻り小五郎の窮地を救い、そのまま仕事に加わる。
花御殿のお菊（はなごてんのおきく）
演 - 和久井映見
主水と匳が江戸から去ったことで弱気になり、小五郎に愚痴を零していたが、終盤の仕事で、無事に元締の役割を果たす。
カルタのリキ（かるたのりき）
演 - 内藤剛志
主水に代わり、新たに加入した流しの仕事人。常にカルタを携帯しており、掴み所がなく、不気味な笑みを絶やさない謎の男。表向きは坊主の童山（どうざん）を名乗り、用心棒を生業としている。沢木からの依頼で右京乃助を護衛し、仕事を行おうとした涼次を妨害していたが、右京乃助が自分の依頼人である輔忠を手に掛けたことを見抜き、小五郎らに協力する形で仕事に加わる。
お菊の古くからの知り合いであり、投げるカルタには裏仕事のキーワードが隠されている。カルタは通常の紙製のものと、仕事に用いられる金属製のものの2種類がある。
中村主水（なかむら もんど）
演 - 藤田まこと
回想シーンのみの登場。長きに渡って法で裁けぬ悪人達を数多く始末し、小五郎たちを支え続けてきた、ベテランの仕事人。しかし、西方へ配置換えのため、家に置手紙と根付を残し、誰にも挨拶せず、江戸を去っていった。その後の消息は不明。
小五郎は、置手紙を見つけた際に『必殺仕事人』の前口上を口ずさんだ上、仕事の際には主水の残していった十手を懐から覗かせた上で、悪人への止めに彼の技（刀で突き刺す）を使った。涼次は、もし主水が今も江戸にいたら彼が仕事を担当したであろう悪人に「中村」の根付を持って、仕事を遂行し、その完了時には口上を口ずさんだ上で「合掌」と呟いた。匳は仕事の遂行の際に、主水のトレード マークであるマフラーを着用した。

### その他
如月（きさらぎ）
演 - 谷村美月
『仕事人2009』の最終話で涼次の正体を知ったが、彼とは共に何事もなかったかのように江戸を旅立っていった。後に涼次と別れて江戸へ戻った後、柿本平三郎を名乗る風間右京乃助が行う炊き出しを手伝っていたところ、江戸へ戻ってきた涼次と偶然再会する。
お咲とは特に親しくなっていたため、彼女の死で右京乃助の豹変を悟り、江戸を去るとの条件で本作の頼み人となる。
坂本勘助（さかもと かんすけ）
演 - 宇梶剛士
南町奉行所の筆頭同心で、小五郎の上司。相次ぐ武家殺しの解決に躍起になる。
結城新之助（ゆうき しんのすけ）
演 - 田口浩正
新たに、南町奉行所へ配属された定町廻り同心。『仕事人2009』の最終話で絶命した大河原伝七の後任に当たる人物である。主水が去った後の屋敷に入る。
両親、妻、8人の子供という12人の大家族とともに暮らす。ふくの妊娠の知らせを聞き、小五郎に世話を焼く。
また、実際に登場する以前の『仕事人2009』第13話「給付金vs新仕事人」のラスト シーンで、役人でありながら「ご公儀振る舞い金（定額給付金）」を辞退しなかった人物の一人として、こうとふくの会話の中で名前のみ登場している。
はつ
演 - 久保田磨希
結城新之助の妻。新之助曰く、「8人の年子を男女交互に産み分けた偉丈夫」。ふくの体調の変化に敏感に反応し、こうにおめでたを告げる。
渡辺こう
演 - 野際陽子
今回、ふくが妊娠したと聞いて飛び上がって大喜びするが、つわりがただの食あたりだったとふくから聞かされて落胆し、薙刀を持ち出して成敗するとまで言い出す。小五郎がとりなすも、近所からご祝儀までもらったからには今更餅だのカビだの言えないとして、今日から十月十日子作りを死ぬ気で励むよう、小五郎とふくに迫る。
渡辺ふく
演 - 中越典子
今回、待望の跡取りを妊娠したと町医者に診断されるが実は妊娠ではなく、つわりと思われたのは、正月の残りの餅をカビが生えているのに気づかずこっそりつまみ食いしたところ当たっただけであったことが判明する。

### ゲスト
風間右京乃助
演 - 小澤征悦
幕府方勘定吟味役。江戸城の改築や橋の付け替えの中止など、事業仕分けを次々と行い、幕府の財政を立て直そうとする。守旧派からは反発を受け、公共事業削減により、庶民生活の大不況を招いたことから、内外から「天下の敵役」と見なされている。
自分の事業仕分けで庶民が困窮したことに悩み、代償行為として「旗本の三男坊 柿本平三郎」を名乗り、身銭を切って炊き出しを行う。炊き出し仲間に対して理想の平等社会を説いたが、それが陣吉らによる武士連続殺人事件を招くこととなる。
陣吉らによる暴走やお咲の懐妊に懊悩している最中、霧島に弱みを握られ、豹変してしまう。
自身の上役であった沢木を自害に見せかけて殺害し、御狩り場の普請を認可することで対立していた酒巻を懐柔、酒巻にお咲をお腹の子もろとも始末させるとともに、事件の秘密を知る陣吉たちを馬上から斬り捨てる。
その後霧島の推挙によって老中に昇進し、その日の夜に小五郎の口を塞ごうと渡辺家を訪れる。最期は小五郎との鍔迫り合いの末、「表と裏の顔の使い分けは、俺の方が年季が上」と吐き捨てられた挙げ句、小五郎に腹部を貫かれて息絶える。
陣吉
演 - 猪野学
飾り職人で、右京乃助の炊き出しを手伝っている。右京乃助の掲げる理想社会に共鳴しているが、そのためには武士を一掃しなければならないという考えに至り、仲間とともに武士を狙った連続殺人を行う。事件の秘密を知ったため、右京乃助によって馬上から斬り捨てられる。
お咲
演 - 前田亜季
陣吉の妹。右京乃助に思いを寄せ、彼の子を身籠もる。当初は右京乃助の身を案じて1人で子を育てようとするが、如月の助言を受けて右京乃助に懐妊を告白する。しかしそれが結果として右京乃助が悪に堕ちる遠因となってしまう。
霧島に取り込まれたことで悪へと豹変した右京乃助に欺かれ、右京乃助と手を組んだ酒巻の手によってお腹の子もろとも殺されてしまう。
上州屋総兵衛
演 - 赤塚真人
材木商。右京乃助の事業仕分けにより、手がけている猟場の工事が中止となる。仕事が無くなった人足たちに、せめてもの温情でわずかばかりの生活費を配るが、実は風間右京乃助の悪評を広めるための行動であった。
右京乃助の豹変により再び工事の受注ができることになり、酒巻を料亭に招いて豪奢な接待をするが、お菊に誘き出され、匳によって始末される。
酒巻勘解由
演 - 本田博太郎
幕府方普請奉行。右京乃助の事業仕分けに反発している。
霧島に右京乃助が取り込まれた後は、逆に右京乃助と組む立場になる。しかし、老中に昇進した右京乃助とは立場が逆転してしまう。
上州屋総兵衛に招かれた料亭にて、総兵衛と椿に八つ当たりしていたが、リキに「身から出た錆」と皮肉に呟かれ激昂したところを涼次によって始末される。
椿弥一郎
演 - 木下ほうか
普請組頭。酒巻勘解由の部下。上司の酒巻の立ち振る舞いには嫌気が刺している。
上州屋総兵衛に招かれた料亭にて、戻りが遅い総兵衛を見に行く途中でリキによって始末される。
霧島
演 - かたせ梨乃
大奥の奥女中の頂点に立つ御年寄。右京乃助の言葉を無視し、贅沢三昧の暮らしを続けようとする。小判増産による財政再建を言い出す。
右京乃助の弱みを握り、さらに昇進をちらつかせることで自在に操るなど、極めて狡猾。また右京乃助の男振りに目を止め、右京乃助を取り込んだ後は男女の関係となり、逆に右京乃助の頼みを聞き入れる立場になる。その後右京乃助が老中に就任する前の夜に涼次によって始末される。
沢木丹波守輔忠
演 - 津川雅彦
幕府方筆頭老中。風間右京乃助の改革の後ろ盾。性急な改革により恨みを買っている右京乃助のためを思い、彼と勘解由や霧島との間を取り持とうとし、本人の知らない所で用心棒を雇って身辺を守らせる。しかし、政治手法は重要な案件でも「熟慮する」という言葉で先伸ばしにする事なかれ主義であり、かえって右京乃助を苛立たせる。その右京乃助の態度に、一時憤慨したこともあった。
霧島に取り込まれた右京乃助に暗殺され、その死は乱心の末の自害とされる。

## 殺し技
渡辺小五郎
剣の達人であり、大刀で悪人を斬り倒す。今回は、江戸を去った主水の技も扱う。本作以降のBGMは「中村主水のテーマ」に乗せて仕事を遂行する。
経師屋の涼次
悪人の背後に回り、仕込み筆から抜き出した長い錐を相手の背中から深く突き刺して心臓まで到達させ、血を体内に噴出させる。
藤枝梅安の針、念仏の鉄の骨外しで使用したレントゲン演出（本作ではCG）、村雨の大吉の心臓掴みの心音挿入を融合させた描写が特徴。
仕立て屋の匳
仕立てに使う針と仕付け糸を投げて悪人の首に絡ませ、絞殺する。
『仕事人2009』では絞殺の際に足で相手の身体を固定していたが、本作では行われていない。
冒頭の仕事のシーンでは、針と糸を投げる演出が組紐屋の竜の組紐に似たものとなっていた。
カルタのリキ
金属製のカルタを手裏剣のように飛ばし、悪人の喉元を切り裂く。
悪人が絶命する際、絵札に描かれている文字にちなんだ、ことわざを呟く。

## スタッフ
- 脚本 - 森下直
- 音楽 - 平尾昌晃
- 監督 - 石原興
- テーマ曲 - The SHIGOTONIN「鏡花水月」
- 撮影 - 藤原三郎
- 照明 - 林利夫
- 編集 - 園井弘一
- スクリプター - 野崎八重子
- VFX・技術協力 - IMAGICAウエスト
- 題字 - 糸見渓南
- 衣装 - 松竹衣装
- 語り - 春風亭小朝
- 監督補 - 酒井信行
- 劇中ダンス指導 - コトバタクミ
- ワイヤーセッティング - 夏山剛一
- チーフ プロデューサー - 森山浩一（朝日放送）
- プロデューサー - 内山聖子（テレビ朝日）、柴田聡（朝日放送）、武田功（松竹）、渡邊竜（松竹）
- 制作協力 - 松竹京都撮影所
- 制作 - 朝日放送、テレビ朝日、松竹株式会社

## 遅れネット局
- テレビ高知（TBS系列）：2011年1月1日土曜日 15:00 - 17:12